# Bobby Okereke
Robert Nnanna Okereke (Santa Ana, California, 29 de julio de 1996) más conocido como Bobby Okereke, es un jugador profesional estadounidense de fútbol americano que se desempeña en la posición de linebacker en New York Giants, equipo de la National Football League (NFL).

## Carrera
Fue seleccionado en la tercera ronda en la Reunión Anual de Selección de Jugadores de la NFL de 2019. Hizo su debut profesional con el equipo Indianapolis Colts, en el cual jugó cuatro temporadas (2019-2023), luego pasó a New York Giants, donde lleva jugando una temporada.